# Alexander Strauch
Alexander Strauch (1 de marzo de 1832 - 16 de diciembre de 1916) fue un zoólogo ruso especializado en herpetología.

## Biografía
Alexander Strauch nació en San Petersburgo en 1832 y fue educado en el Colegio San Pedro, en la misma ciudad. Se convirtió en conservador del Museo Zoológico de la Academia Imperial de Ciencias de San Petersburgo. Este museo posee la primera colección de Albertus Seba, que Pedro el Grande compró en 1717 y parte de la segunda colección, adquirida en 1752.
Mientras trabajó para el museo, Strauch ayudó a enriquecer las colecciones existentes en gran medida, no sólo gracias a las diversas expediciones enviadas a Asia, Siberia y otras partes, sino también al comercio que realizó con otros museos.
En 1879 fue elegido miembro de la Academia de Ciencias y en 1879 obtiene la dirección del Museo zoológico, cargo que desempeñó hasta 1890. Entre 1879 y 1891, dirigió la Biblioteca de la Academia de Ciencias.
Publicó numerosos estudios sobre anfibios y reptiles, especialmente tortugas y serpientes del territorio ruso y los reptiles encontrados durante la primera expedición de Nikolái Przewalski a Asia central en 1876. La mayoría de sus publicaciones fueron escritas en alemán y no utilizó en su trabajo sistemático la anatomía interna.

## Abreviatura (zoología)
La abreviatura Strauch  se emplea para indicar a Alexander Strauch como autoridad en la descripción y taxonomía en zoología.